# Gwiazdy nad Drinem
Gwiazdy nad Drinem (tyt. oryg. Yje mbi Drin) – albański film fabularny z roku 1977 w reżyserii Ismaila Zhabiaku.

## Opis fabuły
Akcja filmu rozgrywa się w okresie, kiedy doszło do zerwania współpracy Albanii z Chinami, co dla Albanii oznaczało utratę kredytów i pomocy technicznej, szczególnie ważnych w okresie wielkich inwestycji w przemyśle ciężkim. Po wyjeździe z kraju zagranicznych doradców, inżynier Lulezim przejmuje kierownictwo prac nad budową hydroelektrowni w Fierze. Elektrownia ma być gwarancją niezależności energetycznej Albanii.
Film realizowano w Tiranie i Fierze.

## Obsada
- Adriana Ceka jako Zana
- Serafin Fanko jako Lulezim
- Sandër Prosi jako Daliu
- Stavri Shkurti jako Pertef
- Pjetër Gjoka jako Agron
- Liri Lushi jako Blerta
- Mimika Luca jako Drita
- Adrian Cerga jako Kreshnik
- Sokol Progri jako Pal
- Vasillaq Vangjeli jako kierowca Fatmir
- Katerina Koti
- Dashnor Zyberi